# Probolomyrmex curculiformis
Probolomyrmex curculiformis – gatunek mrówki z podrodziny Proceratiinae.

## Taksonomia
Gatunek ten został opisany w 2014 roku przez Francisco Hitę Garcię i Briana Fishera na podstawie 11 okazów odłowionych w 2001 roku (seria typowa) oraz przy przebadaniu materiału dodatkowego odłowionego w 1983, 2001 i 2002 roku. Epitet gatunkowy oznacza "ryjkowcokształtny" nawiązując do wydłużonej, wąskiej głowy tego gatunku.

## Opis
Ciało jasnopomarańczowobrązowe z żółtawymi odnóżami, pokryte znaczniej słabiej niż u P. zahamena rozwiniętą mikrorzeźbą. Głowa około 1,5 do 1,6 razy dłuższa niż szeroka, dłuższa niż u P. zahamena i o trzonkach czułków krótszych niż u wymienionego gatunku. Mezosoma w zarysie prosta, bez rowków. Petiolus w profilu i bez wyrostka brzusznego 1 do 1,2 raza tak długi jak wysoki, w widoku grzbietowym około 1,2 do 1,3 razy dłuższy niż szeroki, krótszy i wyżej oraz silniej łukowato wygięty niż u P. tani. 

## Rozprzestrzenienie
Gatunek endemiczny dla Madagaskaru, znany z dystryktów Mahajanga, Antsiranana i Toliara.